# Carlos Antonio Ascues Àvila
Carlos Antonio Ascues Àvila (nascut el 19 de juny de 1992) és un jugador professional de futbol peruà que juga com a defensa central amb el Wolfsburg i amb la selecció del Perú.